# كارل مان
كارل مان (بالإنجليزية: Carl Mann)‏ هو موسيقي ومغني أمريكي، ولد في 22 أغسطس 1942 في تينيسي في الولايات المتحدة.

## وصلات خارجية
- كارل مان على موقع ميوزك برينز (الإنجليزية)
- كارل مان على موقع أول ميوزيك (الإنجليزية)
- كارل مان على موقع ديسكوغز (الإنجليزية)